# Pedra Llarga
La Pedra Llarga és un dolmen al terme comunal de Millars, a la comarca del Rosselló (Catalunya del Nord). Estava situat al nord-oest del terme, prop del Coll de la Batalla (Caladroer) i del tri-terme amb Bellestar (Fenolleda) i Montner, al costat de llevant de la carretera departamental D - 38 (Bellestar - Força Real).